# Lotte Bach
Lotte Bach (* 9. Februar 1908 in Schwerte; † 1995) war eine deutsche Textilkünstlerin.

## Leben
Lotte Bach wurde als jüngste von fünf Töchtern des Rechnungsrates August Bach und seiner Frau Emilie Bach in Schwerte geboren. Im Jahr 1912 zog die Familie nach Münster (Westfalen) um. Lotte Bach begann 1926 ihre Ausbildung zur Stickerin und Paramentikerin an der dortigen „Städtischen Schule für Kunst und Handwerk“ unter Joos Jaspers und später Hanne-Nüte Kämmerer. Während ihrer Ausbildungszeit in Münster studierte sie ab 1929 zudem einige Semester an den Kölner Werkschulen bei Ferdinand Nigg. 1939 bestand sie ihre Meisterprüfung.
Nach Abschluss ihrer Ausbildung im Jahr 1932 richtete sich Lotte Bach ein Atelier im Haus ihrer älteren Schwester Ursula Bach-Wild in Münster ein, die dort als Goldschmiedin und Ziseliermeisterin arbeitete und eine Werkstatt mit Ladenlokal unterhielt. Nach dessen Ausbombung zogen die Schwestern im Jahr 1944 auf das (1972 abgebrochene) Wasserschloss Haus Kückeling in Appelhülsen.
Lotte Bach lebte und arbeitete von 1953 bis zu ihrem Tod in Schapdetten (Kreis Coesfeld). Ihr Œuvre umfasst Stickarbeiten bis hin zu religiösen Hungertüchern und Messgewändern. Bis ins hohe Alter schuf sie zahlreiche Paramente, liturgische Gewänder und Andachtsbilder, darunter 15 großformatige Hunger- bzw. Fastentücher.

## Würdigung
Lotte Bach war Trägerin der Paulus-Plakette des Bistums Münster. In Schapdetten erinnert  der Lotte-Bach-Weg an die Künstlerin.